# Masasteron ocellum
Masasteron ocellum là một loài nhện trong họ Zodariidae.
Loài này thuộc chi Masasteron. Masasteron ocellum được Barbara C. Baehr miêu tả năm 2004.